# Aeroportul Savusavu
Aeroportul Savusavu (IATA: SVU, ICAO: NFNS) este un aeroport din Fiji.
Situat la o altitudine de 5 m, aeroportul dispune de o singură pistă.